# ألين ك. تومسون
ألين ك. تومسون (بالإنجليزية: Allen C. Thompson)‏ هو سياسي أمريكي، ولد في 6 نوفمبر 1906 في جاكسون في الولايات المتحدة، وتوفي في 18 أكتوبر 1980 في سانت أوغسطين في الولايات المتحدة. حزبياً، نشط في الحزب الديمقراطي. وقد انتخب عضو مجلس نواب مسيسيبي.